# Tore André Dahlum
Tore André Dahlum (ur. 21 czerwca 1968 w Kristiansand) – norweski piłkarz występujący na pozycji napastnika. 

## Kariera klubowa
Dahlum karierę rozpoczynał w 1987 roku w pierwszoligowym zespole IK Start. W sezonie 1987 spadł z nim do drugiej ligi, ale w następnym awansował z powrotem do pierwszej. W sezonie 1990 z 20 bramkami na koncie został królem strzelców pierwszej ligi norweskiej.
W 1992 roku odszedł do Rosenborga. Wraz z nim zdobył dwa mistrzostwa Norwegii (1992, 1993) oraz Puchar Norwegii (1992). W 1994 roku wrócił do Startu, a w 1996 roku został graczem greckiej Skody Ksanti. Spędził tam sezon 1996/1997, a następnie ponownie przeszedł do Rosenborga. Tym razem wywalczył z nim trzy mistrzostwa Norwegii (1997, 1998, 1999), a także raz Puchar Norwegii (1999).
Na początku 2000 roku Dahlum został graczem belgijskiego KAA Gent. W sezonie 1999/2000 zajął z nim 3. miejsce w lidze belgijskiej. W połowie 2000 roku przeniósł się do duńskiego Aalborga. Po sezonie 2000/2001 odszedł jednak z tego klubu. Ponownie występował w Starcie, a także w czwartoligowym Flekkerøy IL. W 2004 roku zakończył karierę.

## Kariera reprezentacyjna
W reprezentacji Norwegii Dahlum zadebiutował 12 września 1990 przegranym 0:2 meczu eliminacji Mistrzostw Europy 1992 z ZSRR. 31 października 1990 w wygranym 6:1 towarzyskim pojedynku z Kamerunem strzelił pierwszego gola w kadrze. W latach 1990–1999 w drużynie narodowej rozegrał 16 spotkań i zdobył 6 bramek.